# Sigge Parling
Sigvard «Sigge» Emanuel Parling (Valbo, Suecia, 26 de marzo de 1930-17 de septiembre de 2016) fue un jugador y entrenador de fútbol sueco. En su etapa como jugador profesional se desempeñaba como centrocampista. Fue miembro de la legendaria selección sueca que llegó a la final de la Copa del Mundo de 1958. También fue jugador de bandy y hockey sobre hielo.

## Carrera profesional
Durante su carrera jugó para Djurgårdens IF (1949-1956 y 1957-1960), Lycksele IF (1957), IK Sirius (1961-1962), Gefle IF (1963-1966), Sandvikens AIK (1967) y Hedesunda IF (1974). Su posición fue de interior izquierdo y fue considerado muy áspero pero de juego limpio. Durante el tiempo en que estuvo en Djurgården fue conocido como el primer Jarnkamin (Estufa de hierro). Parling jugó 195 veces para el equipo y anotó 12 goles. Ganó la Allsvenskan en dos ocasiones con el Djurgårdens IF, 1955 y 1959. Fue miembro del legendario equipo sueco que jugó la final de la Copa del Mundo en Suecia, derrotado por el Brasil de Pelé, Didí, Vavá, Zagallo, Garrincha, Altafini y compañía por 5-2. Fue llamado en 38 veces a la selección.
Parling es el único jugador de Djurgårdens IF que jugó la final de la Copa del Mundo.

## Muerte
Falleció el 17 de septiembre de 2016, a la edad de 86 años.

## Selección nacional
Fue internacional con la selección de fútbol de Suecia en 38 ocasiones. Jugó la final de la Copa del Mundo de 1958 disputada en Suecia contra Brasil, donde su selección sería goleada por 5-2. Después del partido, Parling reconoció la derrota y elogió la actuación del brasileño Pelé: 

«Después del quinto gol, yo ya no quería marcar a Pelé. Quería aplaudirle».
Sigge Parling, jugador de Suecia.

### Participaciones en Copas del Mundo
| Mundial                        | Sede   | Resultado  | Partidos | Goles |
| ------------------------------ | ------ | ---------- | -------- | ----- |
| Copa Mundial de Fútbol de 1958 | Suecia | Subcampeón | 6        | 0     |

## Clubes

### Como jugador
| Club           | País   | Año       |
| -------------- | ------ | --------- |
| Djurgårdens IF | Suecia | 1949-1956 |
| Lycksele IF    | Suecia | 1957      |
| Djurgårdens IF | Suecia | 1957-1960 |
| IK Sirius      | Suecia | 1961-1962 |
| Gefle IF       | Suecia | 1963-1966 |
| Sandvikens AIK | Suecia | 1967      |
| Hedesunda IF   | Suecia | 1974      |

### Como entrenador
| Club           | País   | Año       |
| -------------- | ------ | --------- |
| Vallentuna BK  | Suecia | 1960      |
| IK Sirius      | Suecia | 1961-1962 |
| Gefle IF       | Suecia | 1965-1966 |
| Sandvikens AIK | Suecia | 1967      |
| Gefle IF       | Suecia | 1968-1969 |

## Palmarés

### Campeonatos nacionales
| Título      | Club           | País   | Año  |
| ----------- | -------------- | ------ | ---- |
| Allsvenskan | Djurgårdens IF | Suecia | 1955 |
| Allsvenskan | Djurgårdens IF | Suecia | 1959 |